# Municipio de Almoloya del Río
El municipio de Almoloya del Río pertenece al Estado de México, El nombre viene del náhuatl almoloyán que significa ‘lugar donde nace el agua’.Se trata de una comunidad principalmente urbana que tiene una superficie de 16,654 km² y cuya cabecera municipal es la población homónima de Almoloya del Río. Limita al norte con San Antonio la Isla y Atizapán; al sur con Tianguistenco, Texcalyacac y Rayón; al este con Atizapán y Tianguistenco; y al oeste con San Antonio la Isla. Según el censo del 2010 tiene una población total de 10 886  habitantes.

## Demografía
El municipio tiene un total de 10 886 habitantes de acuerdo a los resultados del Censo de Población y Vivienda realizado en 2010 por el Instituto Nacional de Estadística y Geografía, siendo de ese total 5199 hombres y 5687 mujeres.

## Artesanía
- Papelería y cartonería
- Gastronomía internacional
- Textiles

## Iglesias
- Parroquia de San Miguel Arcángel
- Capilla del Calvario

## Cultura
- Carnaval Artesanal
- Parque ecoturístico, "Al Parque Manzana"

## Personas destacadas
- Juan N. Mirafuentes.
- Santos Cárdenas Vázquez (1869-1933), ejemplar educador.
- Apolonio Vázquez Landa (1867-1942), teólogo destacado.